# برنامه پنج-ساله اول شوروی

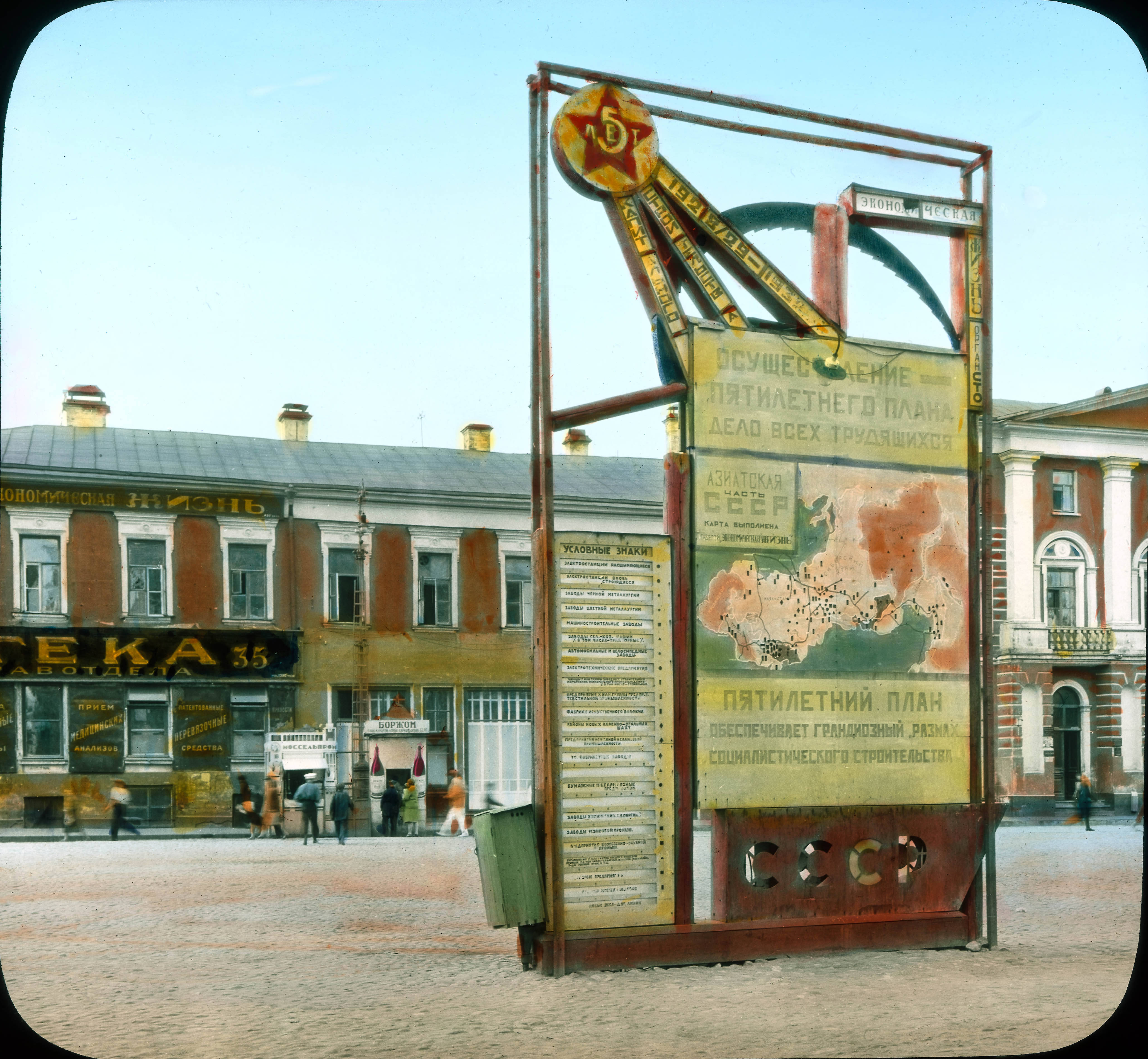
ایستانهٔ تبلیغاتی مربوط به برنامه پنج ساله اول در مسکو. عکس: برانسون دکو (۱۹۳۱).

برنامه پنج ساله اول (روسی: I пятилетний план، первая пятилетка) اتحادیه جماهیر سوسیالیستی شوروی مجموعه‌ای از اهداف اقتصادی بود که از سوی ژوزف استالین، دبیرکل حزب کمونیست، براساس سیاست سوسیالیسم در یک کشور تعریف شد. اجرای این طرح در سال ۱۹۲۸ آغاز شد و تا سال ۱۹۳۲ در حال اجرا بود.
اتحاد جماهیر شوروی مجموعه‌ای از برنامه‌های پنج ساله را تجربه کرد که از سال ۱۹۲۸ تحت حکومت ژوزف استالین آغاز شد. استالین برای بهبود سیاست داخلی اتحاد جماهیر شوروی سیاستی را اجرا کرد که بعداً "انقلابی از بالاً نام گرفت. این سیاست‌ها بر صنعتی شدن سریع و اشتراکی‌شدن کشاورزی متمرکز بود. استالین خواستار حذف و تغییر هرگونه سیاستی بود که در دوران سیاست جدید اقتصادی ایجاد شده بود. 
به‌طور کلی، هدف از این طرح تبدیل اتحاد جماهیر شوروی از یک اقتصاد کشاورزی ضعیف، کنترل نشده، به یک اقتصادی نیروگاهی و صنعتی بود. اگرچه چشم‌انداز این طرح با شکوه بود، برنامه ریزی برای اجرای آن با توجه به مدت زمان کوتاهی که برای دستیابی به اهداف مطلوب در نظر گرفته شد، بی‌نتیجه و تخیلی بود.
در سال ۱۹۲۹، استالین طرح خود را تغییر داد تا سیستم‌های کشاورزی جمعی «کلخز» را هم در آن بگنجاند. این سیستم‌ها شامل بیش از هزاران جریب زمین و صدها هزار نفر دهقان که مشغول کار بر روی این‌زمین‌ها بودند می‌شد. ایجاد مزارع جمعی اساساً کولاکها را به عنوان یک طبقه از بین برد (کولاک‌زدایی). پیامد دیگر این مسئله این بود که دهقانان برای مقاومت در مقابل اشتراکی‌شدن مزارع به جای اینکه حیوانات مزارع خود را به دولت تحویل دهند آنها را می‌کشتند. مقاومت در برابر سیاستهای اشتراکی‌سازی استالین باعث قحطی در اوکراین، روسیه، قزاقستان و همچنین مناطقی از قفقاز شمالی شد. ایستگاه‌های ماشین آلات و تراکتورهای عمومی در سرتاسر اتحاد جماهیر شوروی سوسیالیستی به راه افتاد و دهقانان اجازه داشتند از این تراکتورهای عمومی برای کشاورزی زمین استفاده کنند و بدین ترتیب تولید مواد غذایی را به ازای هر دهقان افزایش دهند. دهقانان مجاز به فروش هرگونه محصول اضافی از زمین بودند. با این حال، برنامه‌ریزان دولت امکان کسب خبر از وضعیت نقاط مختلف را نمی‌یافتند. در سال ۱۹۳۲، تولید غلات ۳۲٪ کمتر از متوسط بود. تولیدات کشاورزی چنان مختل شده بود که قحطی در چندین منطقه آغاز شد.
به دلیل وابستگی این طرح به صنعتی شدن سریع کشور، همزمان نیاز تغییرات گستردهٔ فرهنگی بود. با ظهور این ساختار اجتماعی جدید، بین بخش‌های عمده‌ای از جمعیت شوروی درگیری‌هایی رخ داد. به عنوان مثال، در ترکمنستان، سیاست اشتراکی‌سازی اتحاد جماهیر شوروی تولید را از پنبه به محصولات غذایی منتقل کرد. چنین تغییری باعث ناآرامی در جامعه ای شد که پیش از این دخالت خارجی در حال حیات بود و بین سالهای ۱۹۲۸ تا ۱۹۳۲، عشایر و دهقانان ترکمن با روشهایی مانند مقاومت غیر عاملانه نشان دادند که با چنین سیاستهایی موافق نیستند.